# Pedro de Rates Henequim
Pedro de Rates Henequim (Mártires, Lisboa, c. abril de 1680 — Rossio, Lisboa, 21 de junho de 1744) foi um herege e colono luso-holandês, responsável pela defesa de várias teses politico-religiosas, tal como o apoio da substituição de D. João V pelo irmão D. Manuel. Defendeu publicamente que o Éden térreo se encontrava em Minas Gerais, e que D. Manuel se deveria declarar Rei do Brasil. Por tal, e outras ideias heréticas foi morto num auto de fé a 21 de junho de 1744, no Rossio. 

## Biografia

### Infância e Adolescência
Pedro de Rates Henequim nasceu em Lisboa, na freguesia dos Mártires, possivelmente na Rua dos Cónegos (onde seu pai vivia), no mês de abril do ano de 1680, filho de Francisco Henequim, cônsul holandês em Lisboa e natural de Roterdão, e de D. Maria da Silva e Castro, natural da freguesia de S. Nicolau, Porto. Era neto paterno de João Henequim, burgomestre da cidade de Roterdão e de Berta Gravinkel. De parte materna, era neto de Nicolau Pereira e de Margarida Silva.

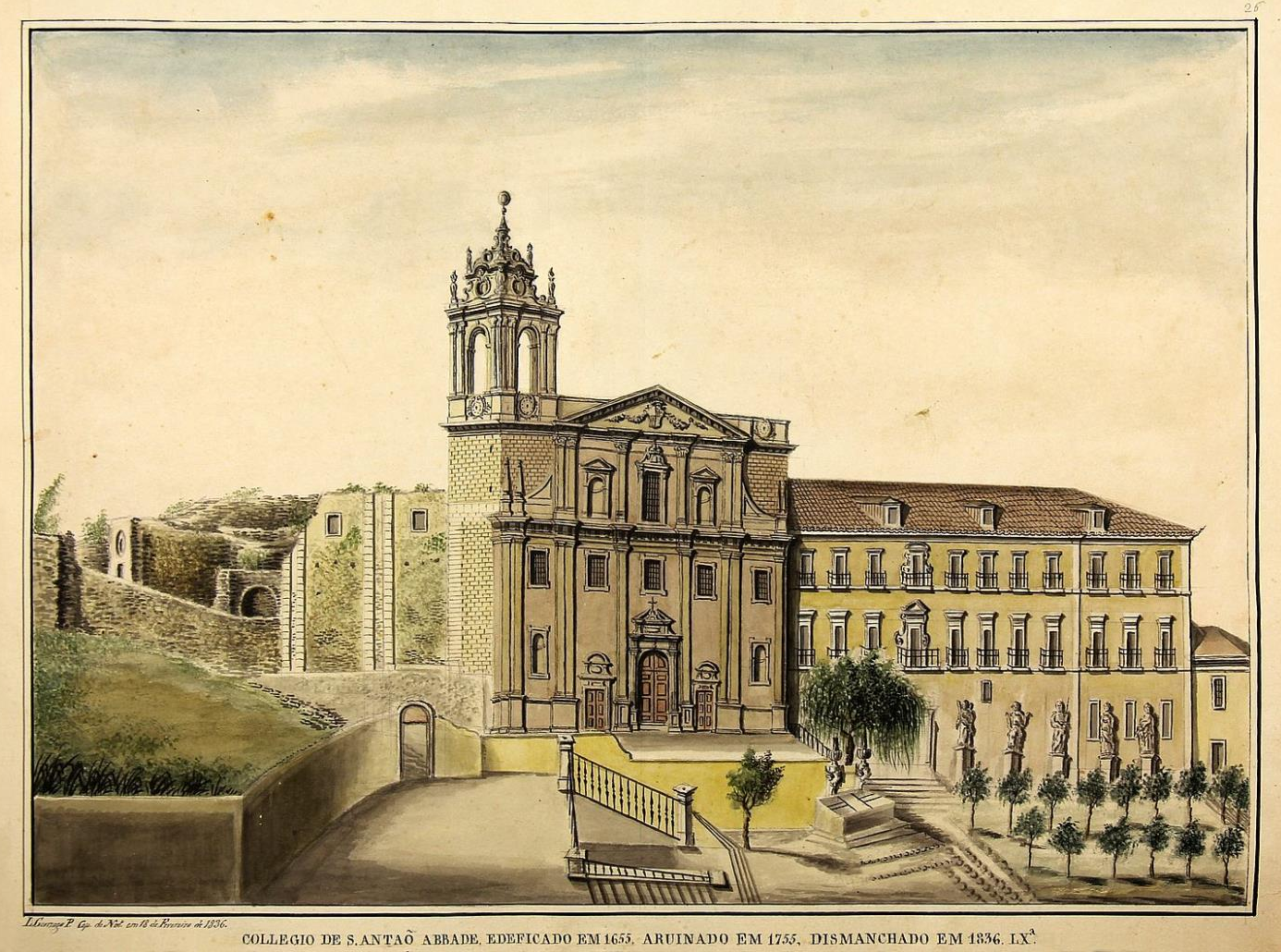
Desenho do Colégio de Santo Antão em Lisboa (1836)

Na sua infância, nota-se a ausência da mãe nos primeiros anos de vida. Com o falecimento de seu pai, também nos seus primeiros anos de vida, ficou ao cuidado do sucessor do pai na embaixada holandesa em Lisboa. Este, envia Pedro para Oeiras para casa do padre daquela freguesia, António de Oliveira Ribeiro, onde se iniciou ao estudo da gramática e latim. 
Aos dez anos de idade, foi estudar para o colégio de Santo Antão, onde o mesmo diz que ficou três anos, um a estudar Filosofia e dois de Teologia. O seu protetor holandês queria levá-lo para a Holanda, mas um amigo de seu falecido pai, o padre Rudolfo, aconselhou-o a não ir e, em vez disso, que fosse para o Brasil. Para ali terá ido, por volta de 1702. 

### Vida no Brasil
Com a ida para o Brasil em 1702, Pedro tinha como principal atividade laboral o trabalho nas minas. Com o Latim que aprendeu em Portugal, dedicava-se ao estudo da Bíblia, das Sagradas Escrituras e tinha o sonho de se ordenar sacerdote.
No Brasil, foi também nomeado escrivão das execuções de Vila Real de Nossa Senhora da Conceição do Sabará, mas numa primeira vez com equívoco, pois o escolhido acabaria por ser João Duarte. Não obstante, entre 1709 e 1710, é dado como o escrivão da Superintendência de Sabará, sendo o seu superintendente José Correia de Miranda. 
No Brasil, aparecia comumente vestido de clérigo e outras vezes, de frade.

### Regresso a Portugal

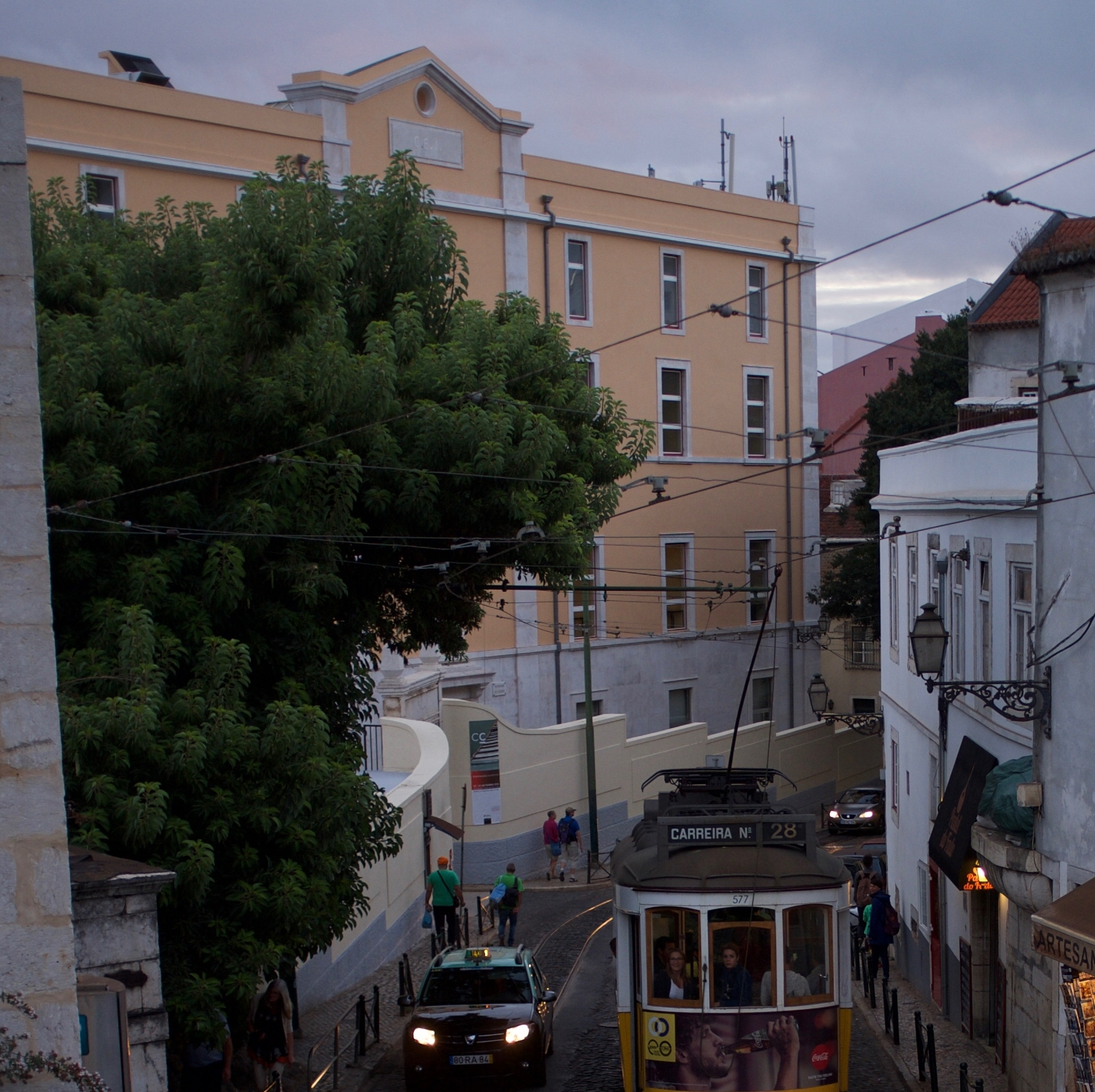
Edifício onde se encontrava a antiga Cadeia do Limoeiro

Em 1722, voltou para Portugal, com o património material que acumulou, aproximadamente 160 mil cruzados. Foi viver para a freguesia de S. Tiago, em Lisboa e, próximo de sua casa, conheceu uma menina, de catorze anos, por nome Joana Maria da Encarnação. Com esta, teve uma filha, que se batizou por Maria Rita. Apesar disto, não se casou com Joana Maria e tinha o desejo de se ordenar como padre.
Em 1724, dirige-se à Câmara Eclesiástica, requerendo uma habilitação de genere (inquéritos à ascendência que tinham por finalidade provar a limpeza de sangue dos candidatos à vida clerical), no entanto, esta encontra-se incompleta.
Como não assumiu a filha do relacionamento com Joana Maria, sua sogra, Maria Carvalha de Jesus, fez queixa no Tribunal e, por isso, é preso e levado para o Limoeiro.
Por volta de 1729 ou 1730 casa-se finalmente com Joana Maria da Encarnação. Foi então viver com ela, por quatro meses. Nessa mesma altura pede a restituição do depósito para custas que pagara na apresentação do pedido. No primeiro semestre de 1732, encontrou Simeão de Oliveira e Sousa, um aventureiro que teve três processos na Inquisição. Este, denunciou Pedro à Inquisição de Lisboa, mas não foi preso.
Em 1733, voltou a entrar noutra discussão teológica, que levou os interlocutores a ir também acusá-lo à Inquisição. Ficou no Caderno do Promotor, foi chamado à Inquisição, mas não foi instaurado processo.
Henequim imaginou uma nova perspetiva política para a então colónia do Brasil, e esta como um destino abençoado por Deus e já anunciado anteriormente: para Pedro, o  Brasil estaria prestes a tornar-se um império autónomo, sob a direção do infante D. Manuel Bartolomeu, irmão de D. João V, que mantinha relações próximas com figuras emblemáticas naturais da América Portuguesa.
Para Pedro, seria D. Manuel o escolhido para uma nova ideia político-teológica. E com tal, começou a escrever e pregar uma utopia cujas bases se assentariam no conhecimento sobre o território brasileiro, fazendo paralelos da terra com o Éden de Adão, do Antigo Testamento. Pedro Henequim, armado da cultura que possuía desde jovem e das leituras que lá fez, imaginou que no Brasil se cumpriria o anunciado Quinto Império dos portugueses, e que  nele  a  língua  portuguesa desempenharia um lugar chave. Para tal idealizou o novo mundo e socorreu-se de textos bíblicos para tal. 

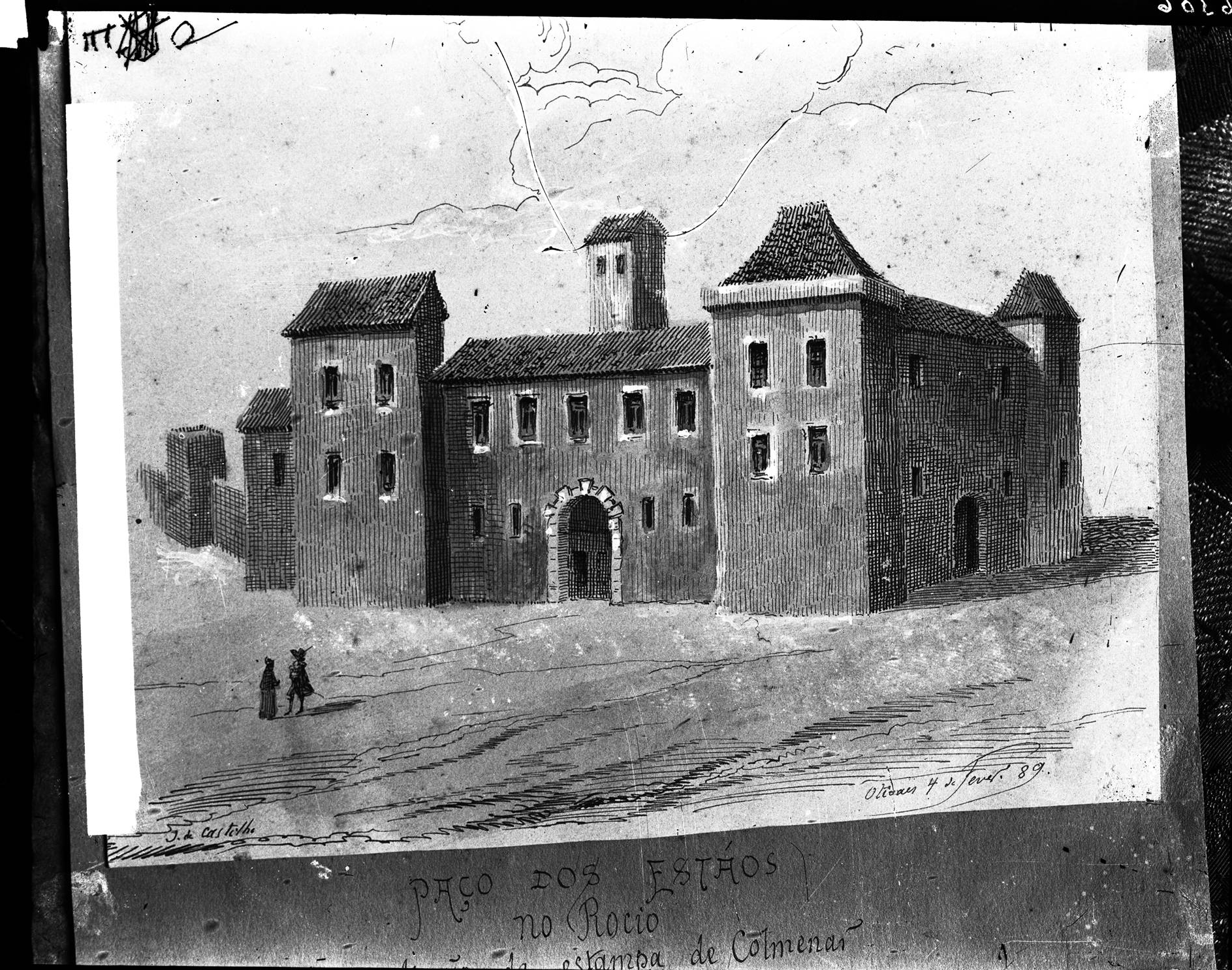
Palácio dos Estaus, antiga sede da Inquisição em Lisboa

### Problema com a Inquisição Portuguesa
Em 1740, Pedro Henequim contactou com o infante D. Manuel,  ou com alguém da intimidade dele, em Belas. Com as mensagens que enviava ao infante, e que posteriormente são intercetadas, dando ideia de se revoltar contra a coroa portuguesa e se declarar Rei do Brasil, entrou em acção o desembargador Joaquim Rodrigues de Santa Marta Soares que às 11 da noite, a 21 de Novembro de 1740, prendeu Henequim que vinha de Belas, montado num cavalo e acompanhado por um criado, cedidos pelo Infante D. Manuel. Porém, não o levou para a Inquisição. Levou-o para sua casa, onde lhe tinha preparado um cárcere privado. 
Henequim deve ter tomado consciência do que o esperava, porque a 24 de Setembro de 1741, decidiu fugir de casa do Desembargador. Para o conseguir, pegou-lhe fogo e fugiu no meio da confusão. Não deve ter ido longe, porque foi logo apanhado e reconduzido ao mesmo cárcere. 

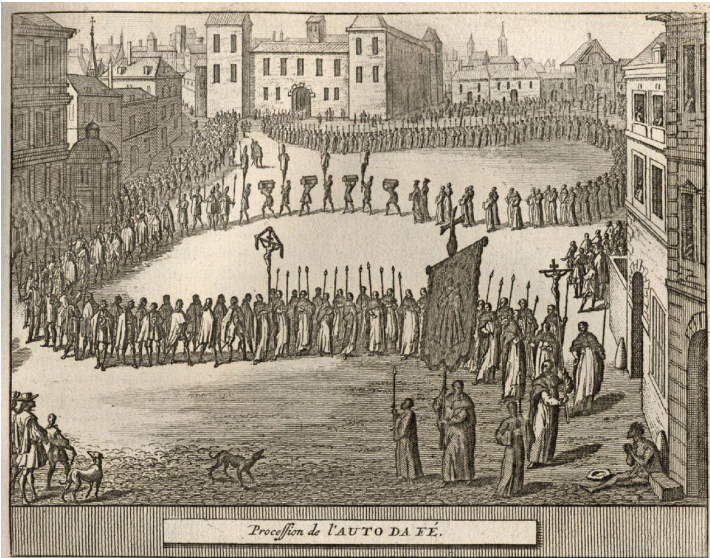
Gravura do auto de fé do Rossio de 1744, onde foi morto Pedro de Rates Henequim

Já o Desembargador tinha o dossier pronto.  Em 18 de Outubro de 1741, foi aos Estaus e fez uma denúncia contra Henequim, que encheu 24 páginas. No dia seguinte, seu irmão Fr. Teodoro fez outra denúncia, praticamente idêntica e do mesmo tamanho. No dia 20, foi emitido o Decreto de prisão e esta foi efetuada no dia seguinte.
Durante os anos seguintes esteve preso nos Estaus, enquanto foram feitos extensos inquéritos à sua vida.
Foi morto num auto de fé, pela meia noite a 21 de junho de 1744, no Rossio, tendo sido garroteado e queimado em praça pública e as suas cinzas deitadas ao Rio Tejo.